# Elektrownia jądrowa Takahama
Elektrownia jądrowa Takahama (jap. 高浜原子力発電所 Takahama hatsudensho) — japońska elektrownia jądrowa położona w sąsiedztwie miasta Takahama w prefekturze Fukui. Elektrownia posiada cztery bloki energetyczne z reaktorami typu PWR. Jej właścicielem i operatorem jest firma Kansai Electric Power Company.

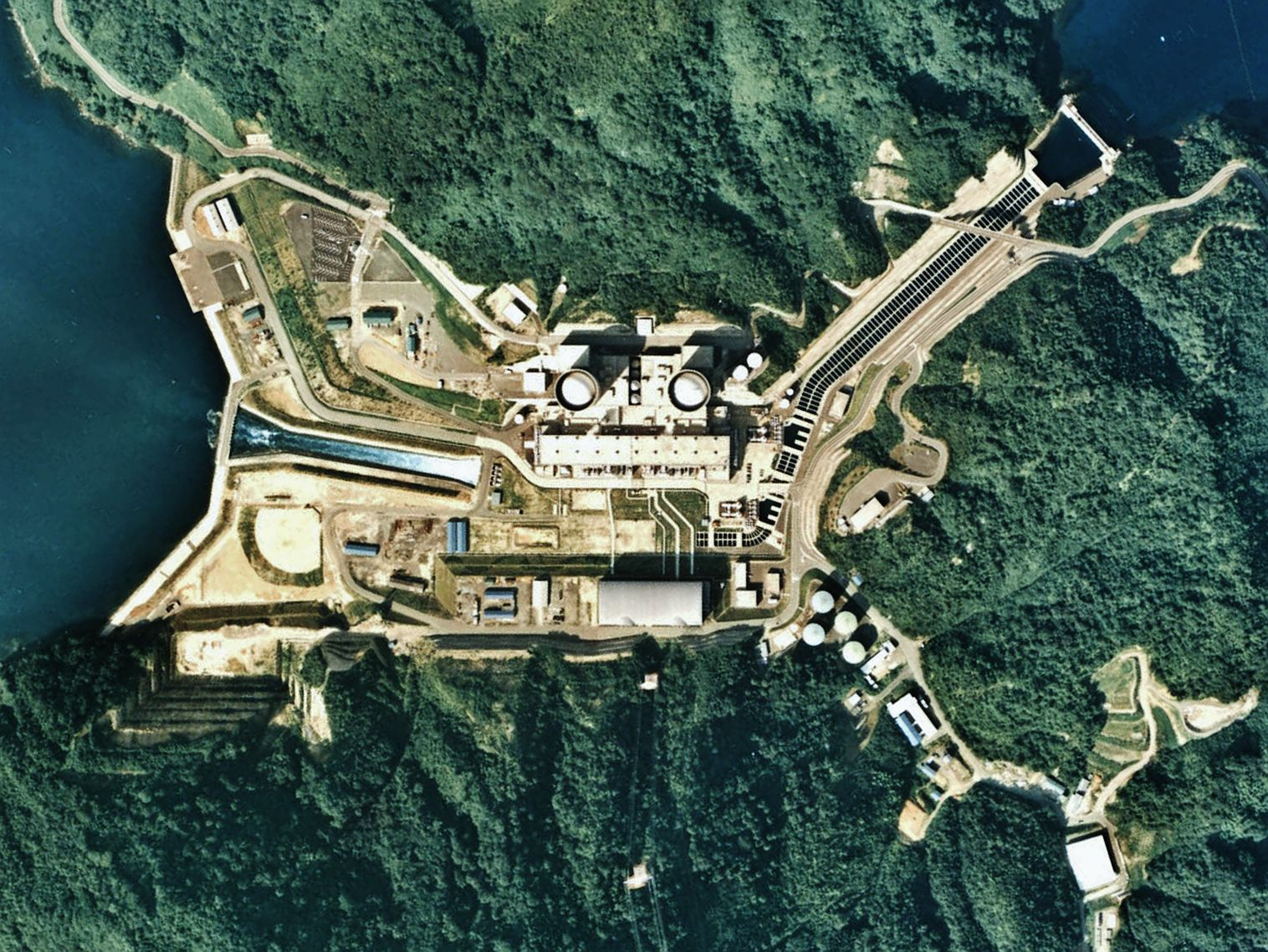
Zdjęcie lotnicze EJ Takahama z roku 1975

Elektrownia zajmuje powierzchnię 1,6 km².

## Reaktory
| Nazwa bloku | Rodzaj reaktora | Producent                                  | Rozpoczęcie budowy | Stan krytyczny   | Włącz. do sieci  | Moc elektr. netto | Moc elektr. brutto | Moc termiczna | L. zestaw. paliw. | Koszt całk. bloku |
| ----------- | --------------- | ------------------------------------------ | ------------------ | ---------------- | ---------------- | ----------------- | ------------------ | ------------- | ----------------- | ----------------- |
| Takahama-1  | PWR typu M      | Mitsubishi Heavy Industries / Westinghouse | 30 kwietnia 1970   | 14 marca 1974    | 27 marca 1974    | 780 MW            | 826 MW             | 2440 MW       |                   |                   |
| Takahama-2  | PWR typu M      | Mitsubishi Heavy Industries                | 31 marca 1971      | 20 grudnia 1974  | 17 stycznia 1975 | 780 MW            | 826 MW             | 2440 MW       |                   |                   |
| Takahama-3  | PWR typu M      | Mitsubishi Heavy Industries                | 31 grudnia 1980    | 17 kwietnia 1984 | 9 maja 1984      | 830 MW            | 870 MW             | 2500 MW       |                   |                   |
| Takahama-4  | PWR typu M      | Mitsubishi Heavy Industries                | 31 marca 1981      | 1 listopada 1984 | 9 maja 1984      | 830 MW            | 870 MW             | 2500 MW       |                   |                   |

## Zdarzenia
W latach 1994-2010 w elektrowni miało miejsce 29 usterek lub zdarzeń o których powiadomiono japoński urząd dozoru jądrowego. Dwa sklasyfikowano na 1 stopień w skali INES. Dwadzieścia cztery zostały sklasyfikowanych na poziomie zerowym skali INES, tj. jako odchylenie bez znaczenia dla bezpieczeństwa. Trzy nie podlegały klasyfikacji INES.